# باشگاه فوتبال نارا کلوب
نارا کلوب (به انگلیسی: Nara Club) یک باشگاه فوتبال ژاپنی است که در نارا، استان نارا واقع شده‌است. آنها در لیگ فوتبال ژاپن بازی می‌کنند.

## تاریخ
این باشگاه در ابتدا در نارا با نام (都 南 ク ラ ブin) تأسیس شد و به عضویت اتحادیه فوتبال نارا درآمد. این باشگاه در سال ۱۹۹۷ به لیگ برتر صعود کرد. در سال ۲۰۰۸ به نام فعلی تغییر نام یافت و آنها در سال ۲۰۰۹ به لیگ منطقه ای صعود کردند. در سال ۲۰۱۴ آنها قهرمان لیگ برتر منطقه شدند. و در سال ۲۰۱۵ در لیگ فوتبال ژاپن بازی کردند.